# 9. tanková divize SS „Hohenstaufen“

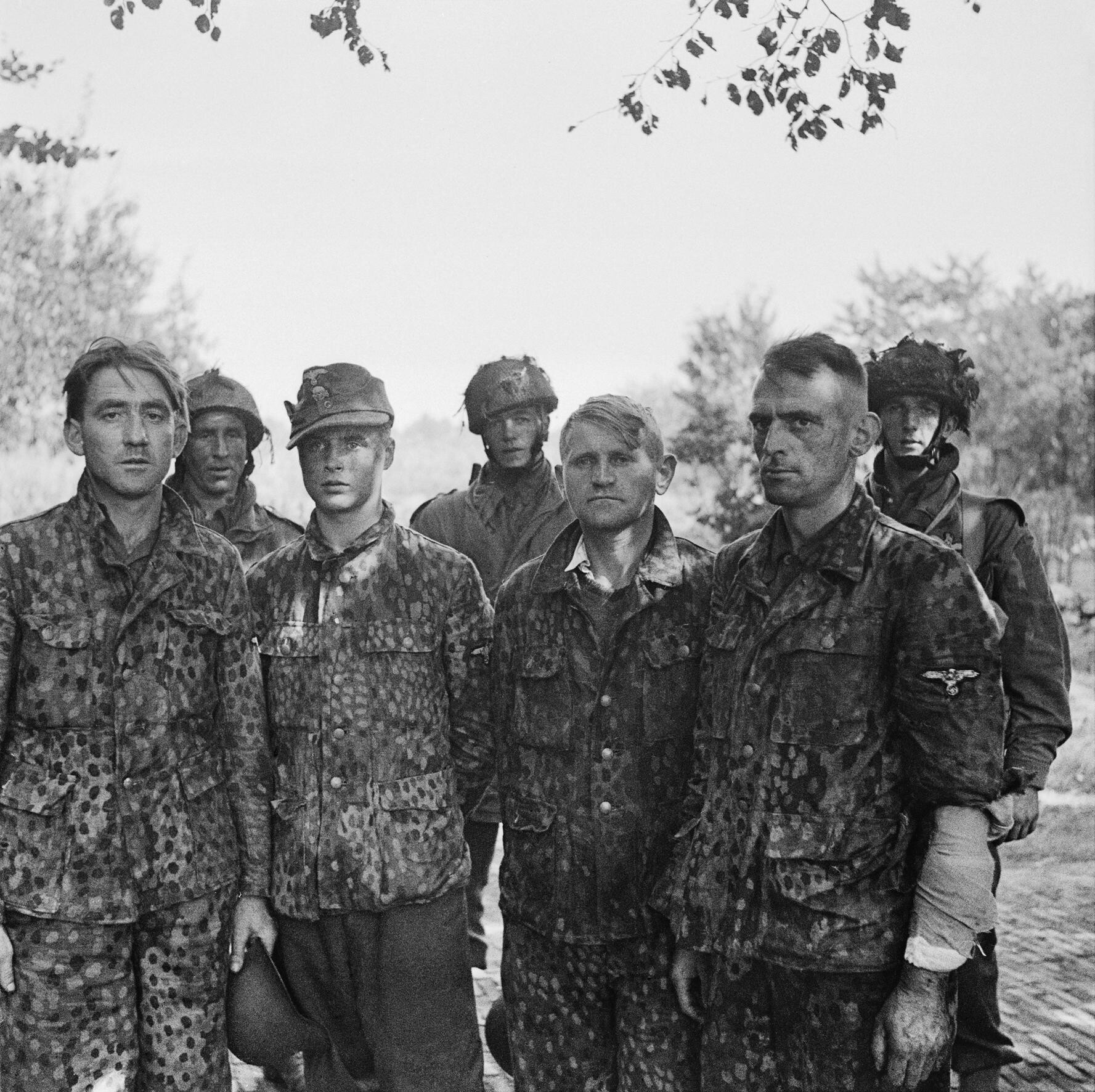
Příslušníci divize zajatí u Arnhemu

9. SS-Panzer-Division „Hohenstaufen“ byla německá divize Waffen-SS, která se účastnila akcí na východní i západní frontě během druhé světové války. Byla zformována společně s 10. tankovou divizí v únoru roku 1943 a tvořili ji zejména branci z Reichsarbeitsdienst. Jako divizi tankových granátníků jí tehdy velel Wilhelm Bittrich, až v říjnu téhož roku se z ní stala tanková divize. Poprvé se účastnila bojů na východní frontě v březnu 1944 u ukrajinského města Ternopil, kam byla poslána, aby pomohla obklíčené 1. tankové armádě v bitvě u Kamence Podolského. V červnu pak byla kvůli vylodění Spojenců přesunuta do Normandie. Po ústupu z Francie byla divize v září 1944 přesunuta do Arnhemu k odpočinku a k doplnění. Zde se podílela na porážce spojeneckého výsadku v operaci Market Garden. Divize se rovněž účastnila bitvy v Ardenách v prosinci roku 1944. Po porážce v Ardenách byla v lednu 1945 přesunuta do Německa a následně v únoru do Maďarska, kde se v březnu účastnila bojů směrem na západ od Budapešti v operaci Jarní probuzení. Následoval ústup do Rakouska, kde se zbytek divize vzdal americkým jednotkám 8. května 1945 u Steyru.